# IDM
Intelligent Dance Music (IDM; znám také jako Artcore nebo Electronic Art Music) je hudební styl elektronické hudby, který se objevil na začátku 90. let (konec Britské rave éry). Styl je ovlivňován spoustou druhů elektronické taneční hudby jako třeba detroit techno. V 90. letech byla tato hudba popisována jako electronica, art techno či intelligent techno.
Termín IDM má prý původ ve Spojených státech (1993), když se objevoval na diskuzích na téma Artificial Intelligence, což je kompilace z r. 1992, které vyšla na Warp Records.

## Historie
Na konci Britské rave éry se začala řada producentů elektronické hudby ovlivněnými undergroundovou taneční muzikou zabývat experimentálnějšími formami EDM, přičemž začali vznikat první vydavatelství. 

V roce 1992 začaly Warp Records nazývat tuto hudbu jako electronic listening music, ale termín byl rychle nahrazen pojmem intelligent techno. Ve stejné době se používali i názvy typu armchair techno, electronica nebo dokonce ambient techno. Všechny tyto názvy popisovaly tuto hudbu jako "seďte doma a poslouchejte" (viz armchair techno (techno do křesla) nebo electronic listening music (elektronická poslechová hudba)).

### IDM List
V srpnu 1993 Alan Parry oznámil existenci elektronického adresáře pro diskusi o "inteligentní" taneční hudbě: Intelligent Dance Music list, zkráceně IDM list.
První zpráva, poslaná 1. srpna 1993, zněla "Můžou si hloupí lidé také užívat poslech IDM (inteligentní taneční hudby)?". Slovo "intelligent" bylo použito z názvu kompilace "Artificial Intelligence" a také popisovalo hudbu určenou nejen pro tanec ale i pro inteligentní interpretaci.
Na IDM diskuzi se začali objevovat interpreti jako Autechre, Atom Heart, LFO, Aphex Twin, µ-Ziq nebo Luke Vibert.

## Interpreti
- Aphex Twin
- Autechre
- B12
- Boards Of Canada
- Mouse On Mars
- Plone
- Richard H. Kirk
- Squarepusher
- Telefon Tel Aviv
- Tycho
- Venetian Snares
- µ-Ziq

## Labely
- Rephlex
- Warp Records